# Ty Tabor
Ty Tabor (Pearl, 17 settembre 1961) è un chitarrista statunitense noto prevalentemente per la sua appartenenza a band quali King's X e The Jelly Jam.

## Biografia

### I primi anni
Ty Tabor è nato a Pearl, in Mississippi e ha iniziato a cantare e suonare la chitarra in giovane età, e nei suoi primi anni dell'adolescenza si esibiva con suo padre, musicista blues e suo fratello. in   La band suonerebbe in vari festival e spettacoli, condividendo il cartellone con musicisti quali Lester Flatt e Grandpa Jones. e ha iniziato a suonare in gruppi rock  sin dalla sua adolescenza.

### I King's X
Nella primavera del 1980, a Tabor fu chiesto di esibirsi in un talent show con una cantante. Tra il pubblico c'era Doug Pinnick, che è rimasto colpito dalla performance di Tabor. Pinnick alla fine si mise in contatto con Tabor e i due iniziarono a collaborare musicalmente.

### Carriera solista
Dopo aver scritto e suonato quasi esclusivamente per i King's X per oltre 15 anni, il primo album solista di Tabor, Solar Pumpkin, è stato pubblicato nel 1997. La maggior parte delle canzoni di quel debutto sono apparse  nel suo album successivo del 1998, Moonflower Lane, il quale è stato pubblicato su Metal Blade Records con una distribuzione molto più ampia e alcune nuove tracce.

### Platypus, The Jelly Jam e Jughead
Tabor ha suonato la chitarra e cantato nei Platypus con Rod Morgenstein (Winger) alla batteria, John Myung (Dream Theater) al basso e il tastierista Derek Sherinian (Planet X e Dream Theater); la band ha pubblicato complessivamente due album.
Gli stessi musicisti, senza Sherinian, hanno fondato un nuovo supergruppo, chiamato The Jelly Jam.
Tabor è stato anche coinvolto con la band Jughead con Gregg Bissonette (Electric Light Orchestra), Derek Sherinian e Matt Bissonette (Electric Light Orchestra).

## Discografia

### Da solista
- 1997 - Naomi's Solar Pumpkin
- 1998 - Moonflower Lane
- 2002 - Safety
- 2006 - Rock Garden
- 2010 - Something's Coming
- 2012 - Trip Magnet
- 2014 - Nobody Wins When Nobody Plays
- 2018 - Alien Beans
- 2020 - Angry Monk

### Con i King's X
- 1988 - Out of the Silent Planet
- 1989 - Gretchen Goes to Nebraska
- 1990 - Faith Hope Love
- 1992 - King's X
- 1994 - Dogman
- 1996 - Ear Candy
- 1998 - Tape Head
- 2000 - Please Come Home... Mr. Bulbous
- 2001 - Manic Moonlight
- 2003 - Black Like Sunday
- 2005 - Ogre Tones
- 2008 - XV

### Con i Platypus
- 1998 - When Pus Comes to Shove
- 2000 - Ice Cycles

### Con i Jelly Jam
- The Jelly Jam (2002)
- 2 (2004)
- Shall We Descend (2011)
- Profit (2016)

### Altre pubblicazioni
- Morgan Cryar - Fuel on the Fire  (1986)
- Rez Band - Lament  (1995)
- Carmine Appice - Guitar Zeus 1  (1996)
- Carmine Appice - Guitar Zeus 2  (1997)
- Greg Bissonette - Greg Bissonette  (1998